# 6206 Corradolamberti
6206 Corradolamberti è un asteroide della fascia principale. Scoperto nel 1985, presenta un'orbita caratterizzata da un semiasse maggiore pari a 2,8309454 UA e da un'eccentricità di 0,0399381, inclinata di 1,10156° rispetto all'eclittica.
L'asteroide è intitolato a Corrado Lamberti, astrofisico e noto divulgatore scientifico che ha fondato e diretto le riviste L'Astronomia e Le Stelle.